# 宮本武蔵 (小説)
『宮本武蔵』（みやもとむさし）は、吉川英治の新聞小説で、朝日新聞に連載されたこの作品は1935年の8月23日から、4年後の1939年7月11日まで続いた。二天一流の開祖でもある剣豪・宮本武蔵の成長を描き、剣禅一如を目指す求道者・宮本武蔵を描いたこの作品は、日中戦争から太平洋戦争へと向かう戦時下で人気を得た。
なお、あくまで吉川英治による時代小説であり、お通や又八などの存在や沢庵との出会いなど、内容の多くは創作である。例えば、作中の武蔵は関が原の戦いで西軍に加わったことになっているが、剣豪として有名であった父の新免無二が関ヶ原の東軍の黒田家に仕官していたことを証明する黒田家の文書 があり、史実の武蔵は父とともに東軍として九州で参戦していた可能性が高いことが挙げられる。
だが、この小説に由来する宮本武蔵像が一般大衆にあたかも史実であるかのように広まった経緯があり、吉川自身は（古橋広之進や升田幸三も本書のどこかを自身の精進に生かし得たという）を「人づてに聞かされもした」「（よろこびとか張り合い以上に）苦痛にも似た自責をおぼえないではいられない」と述べている。

## 小説誕生の経緯
菊池寛と直木三十五との間に生じた宮本武蔵の強弱を論じた論争に端を発する。
1932年に直木が「武蔵＝非名人説」を発表し､それに対して菊池が「武蔵＝名人説」を唱えて反論した。論争の最中、直木が吉川英治に対してどちらの説を採るかを尋ねたところ、吉川は菊池説を支持すると表明した。直木は「吉川が武蔵を名人とする理由を発表せよ」と迫ったが、この要求に対して吉川は沈黙を守った。
1935年になり吉川は本作を発表。徳川夢声によるラジオ朗読や映画化されるほどの人気を博し､「武蔵=名人説」が多くの支持を集める結果となった。

## 出版

### 単行本
- 『宮本武蔵』全6巻（1936年5月 - 1939年9月、大日本雄辯會講談社）
箱入り特装本。
- 『宮本武蔵』全8巻（1939年10月、大日本雄辯會講談社）
箱入り特装本を軽装、安価にした普及版。
- 『宮本武蔵』全6巻（1949年3月 - 1950年4月、六興出版）
GHQ占領下での出版であったため、主としてGHQの事後検閲で引っかからないようにするため吉川自身によるかなりの箇所の改訂が行われている。（桑原武夫の調査によれば改訂された内容は、（1）思想的な関連はない単なる表現の変更（約半数がこうしたもの）　例：「孤児の知らない骨肉の愛」→「孤児に恵まれていない愛の泉」（2）「殺人」や「死」のイメージのソフト化　例：「敵を斃す」→「相手を屈服させる」「もう死んでいるはずの自分ではないか」→「もう宇宙と同心同体になっているはずの自分ではないか」（3）戦争や侵略のイメージのぼかし　例：「あの征韓の役の折」→「あの役の折」「神功皇后さまが、三韓を御征伐なされた折」→「神功皇后さまが、三韓へ御渡海なされた折」（4）封建主義的な単語の書き換え　例：「讐討（かたきうち）」→「返報」（5）あからさまな皇室崇敬表現の削除　伊勢神宮の神官による歴代天皇の詔勅に関する文章の丸ごとの削除など。）[5][6]その後出版されたものも基本的にこの「戦後版」のままである。

### 文庫
- 『宮本武蔵』全8巻（1975年、吉川英治文庫（講談社））
- 『宮本武蔵』全8巻（1989年11月 - 1990年1月、吉川英治歴史時代文庫（講談社））

吉川の死後50年が経過した2012年末に著作権の保護期間が終了したために、2013年以降は新潮社、宝島社などからも出版されている。

### 関連書籍
- 『随筆 宮本武蔵』（1939年7月、朝日新聞社）
吉川が武蔵について記した随筆をまとめて、新聞連載終了と同時期に発表した随筆集。
史実を追わずに吉川が創作した箇所の解説や、武蔵についての考察（佩刀、画業の評価、実戦で二刀を使ったか?など）を記している。また、執筆のきっかけとなった直木三十五とのトラブルや、直木に呶鳴られるまで「観念的にしか武蔵について知識がなかった」ことを明かしている。
- 『随筆 宮本武蔵』（1977年1月、吉川英治文庫（講談社））
- 『随筆 宮本武蔵／随筆 私本太平記』（1990年10月、吉川英治歴史時代文庫（講談社））

## 関連作品

### 映画

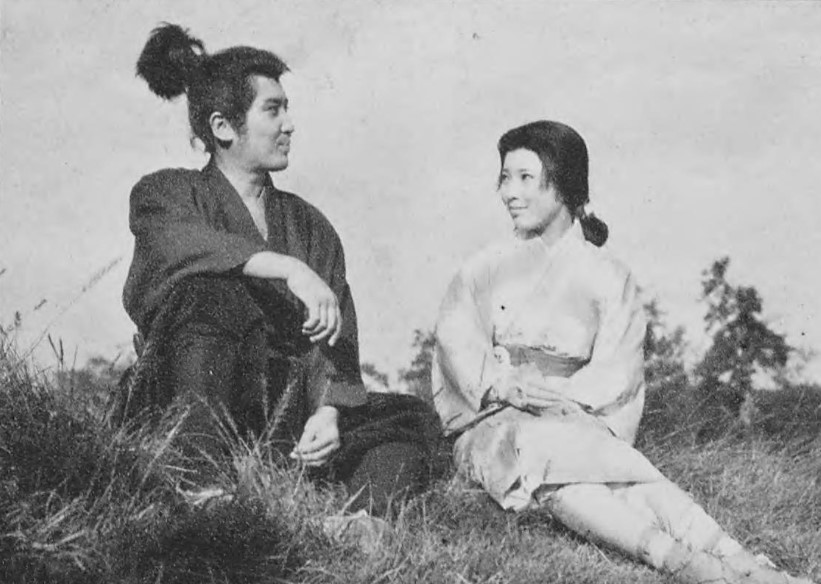
『宮本武蔵 般若坂の決斗』（1962年）。内田吐夢監督、中村錦之助主演。

- 宮本武蔵 地の巻（1936年、新興キネマ、監督：滝澤英輔） - 宮本武蔵：嵐寛寿郎
- 宮本武蔵 風の巻（1937年、東宝、監督：石田民三） - 宮本武蔵：黒川弥太郎
- 宮本武蔵 地の巻（1937年、日活、監督：尾崎純）- 宮本武蔵：片岡千恵蔵
- 日活制作・稲垣浩監督の宮本武蔵シリーズ（後年の作品と区別するため戦前版と呼ばれる） - 全3部作、宮本武蔵：片岡千恵蔵
  - 宮本武蔵 第一部　草分けの人々　第二部　栄達の門（1940年、監督：稲垣浩）（一部、二部一挙上映）
  - 宮本武蔵 第三部　剣心一路（1940年、監督：稲垣浩）

また。同監督・主演で後年、
- 宮本武蔵 一乗寺決闘（1942年、監督：稲垣浩）

も制作されている。
- 宮本武蔵 決戦般若坂（1942年、大都映画、監督：佐伯幸三） - 宮本武蔵：近衛十四郎
- 大映制作・伊藤大輔監督の宮本武蔵シリーズ - 未完、宮本武蔵：片岡千恵蔵
  - 宮本武蔵 二刀流開眼（1943年）
  - 宮本武蔵 決闘般若坂（1943年）
- 東宝制作・稲垣浩監督の宮本武蔵シリーズ - 全3部作、宮本武蔵：三船敏郎
  - 宮本武蔵（1954年）
  - 続宮本武蔵 一乗寺の決斗（1955年）
  - 宮本武蔵 完結篇 決闘巌流島（1956年）
- 東映制作・内田吐夢監督の宮本武蔵シリーズ - 全5部作、宮本武蔵：中村錦之助
  - 宮本武蔵（1961年）
  - 宮本武蔵 般若坂の決斗（1962年）
  - 宮本武蔵 二刀流開眼（1963年）
  - 宮本武蔵 一乗寺の決斗（1964年）
  - 宮本武蔵 巌流島の決斗（1965年）

同監督・主演で後年、
- 真剣勝負（1971年）（宍戸梅軒との対決を描く）

も作成されている。ちなみに同作の脚本は自ら宮本武蔵作品を手がけたことも有る伊藤大輔が担当している。
- 宮本武蔵（1973年、松竹、監督：加藤泰） - 宮本武蔵：高橋英樹

### ラジオ番組

#### 徳川夢声による朗読
- 物語「宮本武蔵」（1939年9月5日 - 1940年4月28日 日本放送協会全国放送 全26回）
- 連続放送劇 宮本武蔵（1943年9月5日 - 1945年1月15日[7] 日本放送協会全国放送）
  - 生放送。時局柄、国民の戦意高揚を目的としたため、武蔵とヒロイン・お通の恋を描いた場面は省略され、もっぱら剣の極意を目指す武蔵の姿を描いた場面中心に語られたという[7]。「警報に宮本武蔵切られけり」という川柳が流行したが、当時NHK局員だった坂本朝一によれば、「本当は宮本武蔵の放送は一回も空襲に出会わなかった」という[8]。
- 朗読「宮本武蔵」（1961年12月9日 - 1963年9月17日 ラジオ関東 全550回）
  - 改めて収録されたノーカット版。のち、1973年・2002年に再放送。1974年にレコード化。2002年にはCD化された。

#### その他
- 朗読「大塚明夫が読む、吉川英治『宮本武蔵 最終章』」（2025年7月5日 - 26日、NHKラジオ第1）[9] - 「魚歌水心」の章を全4回で朗読

### テレビドラマ
- 宮本武蔵（1970年、NET） - 宮本武蔵：高橋幸治
- 宮本武蔵（1975年、関西テレビ/フジテレビ） - 宮本武蔵：市川海老蔵 (10代目)
- 宮本武蔵（1984年 - 1985年、NHK新大型時代劇） - 宮本武蔵：役所広司[10]
- 宮本武蔵（1990年、テレビ東京12時間超ワイドドラマ） - 宮本武蔵：北大路欣也
- 宮本武蔵（2001年、テレビ東京新世紀ワイド時代劇） - 宮本武蔵：上川隆也
- 武蔵 MUSASHI（2003年、NHK大河ドラマ） - 宮本武蔵：市川新之助 (7代目)
- 宮本武蔵（2014年、テレビ朝日開局55周年記念ドラマスペシャル） - 宮本武蔵：木村拓哉

### 演劇
- ムサシ（井上ひさし作）
- 夢現無双（宝塚歌劇団 月組）

### 漫画
- 宮本武蔵（神田たけ志作）
- バガボンド（井上雄彦作）